# Traunreut
Traunreut là một thị trấn ở bang Bayern, Đức ở huyện Traunstein.